# Rebilus
Rebilus es un género de arañas de la familia Trachycosmidae.

## Especies
- Rebilus bilpin Platnick, 2002
- Rebilus binnaburra Platnick, 2002
- Rebilus brooklana Platnick, 2002
- Rebilus bulburin Platnick, 2002
- Rebilus bunya Platnick, 2002
- Rebilus crediton Platnick, 2002
- Rebilus glorious Platnick, 2002
- Rebilus grayi Platnick, 2002
- Rebilus griswoldi Platnick, 2002
- Rebilus kaputar Platnick, 2002
- Rebilus lamington Platnick, 2002
- Rebilus lugubris (L. Koch, 1875)
- Rebilus maleny Platnick, 2002
- Rebilus monteithi Platnick, 2002
- Rebilus morton Platnick, 2002
- Rebilus tribulation Platnick, 2002
- Rebilus wisharti Platnick, 2002